# Klaus Oberschelp
Klaus Oberschelp (* 9. April 1946) ist ein ehemaliger deutscher Fußballspieler.

## Karriere
Oberschelp begann seine Karriere beim SV Brackwede. Als A-Jugendlicher führte er seine Mannschaft zur Westfalenmeisterschaft und steuerte beim 2:0-Finalsieg über Westfalia Herne ein Tor bei. Anschließend wechselte er zu Arminia Bielefeld. Er spielte in der Saison 1969/70 mit Arminia Bielefeld in der Regionalliga. Er absolvierte 19 Spiele. Hinter dem VfL Bochum wurde in der Weststaffel der zweite Platz belegt. Somit nahm die Arminia an der Aufstiegsrunde zur Bundesliga teil, die erfolgreich absolviert wurde. Oberschelp spielte in der folgenden Saison 1970/71 in der Bundesliga und bestritt zehn Spiele. Danach wechselte er zu Grün-Weiß Paderborn.